# نسرين قادري
نسرين قادري (بالعبرية: נסרין קדרי‏). (-2 سبتمبر 1986-)، مغنية إسرائيلية عربية لموسيقى الشرق الأوسط / مزراحي التقليدية. قدري، مسلمة أعتنقت اليهودية. معظم أغانيها باللغة العبرية، وبعضها بالعربية، خاصة أغاني أم كلثوم.

## سيرة شخصية
ولدت نسرين في حيفا بإسرائيل لعائلة عربية مسلمة. كان والدها سائق سيارة أجرة وكانت والدتها ممرضة.

## مهنة
بعد غنائها لسنوات في المناسبات الاجتماعية والنوادي الصغيرة والحانات، حصلت على فرصة في عام 2011 عندما فازت في المسابقة التلفزيونية إيال غولان يناديك.
ظهر ألبومها الأول في عام 2014.
في 4 سبتمبر 2018، أصدرت ألبومها الثالث Learning to Walk. وفي نفس العام، أعادت تسجيل أغنية «جورال إهاد» من تأليف عوفرة حازة، لألبوم تكريم على شرفها. في 28 كانون الثاني (يناير) 2019، أصدرت أغنية "Yishma-HaEl"، التي تصف فيها الفترة الصعبة بعد تحولها.
في عام 2017، دعتها وزيرة الثقافة الإسرائيلية ميري ريغيف للغناء في بركة السلطان في القدس في احتفال بمناسبة يوم الذكرى الإسرائيلي.
في يوليو 2017، غنت مع راديوهيد عندما ظهرت الفرقة في إسرائيل.
في عام 2019 انضمت قادري للجنة التحكيم للموسم الخامس من ذا فويس إسرائيل.

## الحياة الشخصية
طوال عقد من الزمان كانت قادري على علاقة مع الموسيقي اليهودي الإسرائيلي أفيعزر بن موحا. كلاهما خططا للزواج وتركت الإسلام لتتحول لليهودية. في يوليو 2017، تزوجا. وفي سبتمبر 2017 انفصل الاثنان.
في عام 2018 ذكرت تقارير نشرت في وسائل الإعلام أن قادري قد أكملت اعتناقها اليهودية، في محكمة مستقلة أعطيت اسم «براخا» (ברכה)، إلا أنة لن يتم الاعتراف من قبل الحاخامية الكبرى أو وزارة الداخلية.

## ديسكغرفي

### ألبومات
- 2014: נסרין קדרי (نسرين قدري)
- 2016: בנאדיק (دعوة أنت)
- 2018 לומדת ללכת (تعلم المشي)

### الأغاني
- 2012: "נסרין אל תלך קליף"
- 2017: "באתי להחזיר לך"

يعلن عنه في
- "Sawah" (عرض نسيم ريميكس)